# Cor Pot
Cornelius ("Cor") Pot född 8 juni 1951, är en nederländsk fotbollstränare och en tidigare fotbollsspelare. Från 2019 assisterar Pot Dick Advocaat med det nederländska laget Feyenoord.

## Fotbollskarriär
Cor Pots karriär startade i Sparta Rotterdams fotbollsakademi i Rotterdam, senare flyttade han till Ajax akademi.
Klubbar
- 1969 - 1972 Sparta
- 1972 - 1973 MVV
- 1973 - 1975 HFC Haarlem
- 1975 - 1981 Excelsior

## Tränarkarriär
- 1983 – 1984 Excelsior (assisterande manager)
- 1984 – 1987 Feyenoord (assisterande manager)
- 1988 – 1989 VV Wilhelmus (manager)
- 1989 – 1990 RBC Roosendaal (manager)
- 1990 – 1992 NAC (manager)
- 1992 – 1994 Excelsior (manager)
- 1994 – 1995 "El Mastri" Port Said, Egypten (manager)
- 1995 – 1997 Telstar (assisterande manager)
- 2000 – 2001 Dynamo Dresden, Tyskland (tekniktränare)
- 2001 – 2006 Royal Netherlands Football Association (manager för ungdomslandslaget)
- 2006 – 2009 FC Zenit Sankt Petersburg (assisterande manager).
- 2009 – 2013 Nederländerna U21 (manager).
- 2013 – 2016 XerxesDZB (manager)
- 2016 – 2017 Fenerbahçe SK (assisterande manager).
- 2019 – nuvarande Feyenoord (assisterande manager).